# Olalla (Washington)
Olalla az Amerikai Egyesült Államok északnyugati részén, Washington állam Kitsap megyéjében elhelyezkedő önkormányzat nélküli település.
Az Olalla név chinook nyelven bogyót jelent.

## Történet
Olallában korábban sok skandináv bevándorló élt. Az 1860-as években a tengerhez való közelsége miatt a település kereskedelmi központként funkcionált.
A 19. század végére az erdőket teljes egészében kitermelték, így a helyiek gazdálkodni kezdtek. Az európai bevándorlók főképp epret és különböző zöldségeket termesztettek.
Az Olallához közeli Maplewoodban építették a Virginia V gőzhajót, amely a 19. század végén és a 20. század elején a térségben közlekedő személy- és áruszállító flotta tagja volt. Az 1934 októberi vihar során a hajó az olallai kikötőhöz csapódott; az ütközés miatt a felső fedélzet súlyos sérüléseket szenvedett.

## Éghajlat
A település éghajlata mediterrán (a Köppen-skála szerint Csb).
| Hónap                         | Jan.  | Feb.  | Már.  | Ápr. | Máj. | Jún. | Júl. | Aug. | Szep. | Okt. | Nov.  | Dec.  | Év    |
| ----------------------------- | ----- | ----- | ----- | ---- | ---- | ---- | ---- | ---- | ----- | ---- | ----- | ----- | ----- |
| Rekord max. hőmérséklet (°C)  | 18,9  | 21,1  | 25,6  | 32,2 | 33,9 | 36,7 | 39,4 | 36,7 | 36,7  | 31,7 | 23,3  | 18,9  | 39,4  |
| Átlagos max. hőmérséklet (°C) | 8,3   | 10,0  | 12,2  | 15,0 | 18,3 | 21,1 | 24,4 | 24,4 | 21,7  | 15,6 | 10,6  | 7,8   | 15,8  |
| Átlagos min. hőmérséklet (°C) | 2,8   | 2,8   | 3,9   | 5,6  | 8,3  | 11,1 | 13,3 | 13,3 | 11,1  | 7,8  | 4,4   | 2,2   | 7,2   |
| Rekord min. hőmérséklet (°C)  | −18,0 | −17,2 | −11,7 | −1,7 | −2,2 | 3,3  | 6,1  | 6,7  | 1,7   | −2,2 | −14,4 | −14,4 | −18,0 |
| Átl. csapadékmennyiség (mm)   | 141   | 92    | 94    | 69   | 49   | 40   | 18   | 22   | 38    | 88   | 167   | 136   | 954   |
| Forrás: The Weather Channel   |       |       |       |      |      |      |      |      |       |      |       |       |       |

## Nevezetes személy
- Gregg Olsen, író[6]

## Fordítás
Ez a szócikk részben vagy egészben  az   Olalla, Washington című angol Wikipédia-szócikk ezen változatának fordításán alapul.  Az eredeti cikk szerkesztőit annak laptörténete sorolja fel. Ez a jelzés csupán a megfogalmazás eredetét és a szerzői jogokat jelzi, nem szolgál a cikkben szereplő információk forrásmegjelöléseként.